# 马来西亚船东协会
马来西亚船东协会（简称MASA） ，是一个代表马来西亚注册船舶的法定组织，主要目标是保护和促进马来西亚船东的利益。 

## 成立与任务
马来西亚船东协会成立于1976年，是唯一代表马来西亚船东的全国性行业组织。该协会与马来西亚海事局和交通运输部等政府机构保持密切联系，以提出和解决行业问题，促进向会员传播信息，并在行业会员、政府代表和其他协会之间建立讨论的桥梁。其使命是协助马来西亚海运业有效的发展，支持国家成为主要海运国家的愿望，保护和促进会员的利益，并不断提高海运标准实现互惠互利。
马来西亚船东协会有义务与海事局和其他利益相关者制定商业战略和行动计划，以应对马来西亚面临航运总体规划中的各种挑战。该协会也负责规范外国船只在马来西亚海域的航运许可。

### 政策主张
1980年1月1日，马来西亚实施的《国家沿海运输政策》规范了马来西亚半岛和东马之间的海上运输。该政策的主要目的是保障和促进国内航运和造船业的发展，并使巴生港口成为马来西亚的集装箱枢纽港。根据该政策，任何港口之间的国内贸易只能聘用马来西亚注册的船只提供服务，从而减少对外国航运的依赖。长久以来，MASA一直是该政策的支持者，称它是「海运业的最后堡垒」，并将本地航运业的显着增长归功于它。 
2017年6月1日，马来西亚交通部宣布豁免一般和集装箱海运服务的沿海运输政策，MASA主张沿海运输政策的豁免造成了外国和本地国内船舶之间的激烈竞争，将对本地航运和造船业造成永久性损害。MASA指出，沿海运输政策的豁免可能导致邻国的旧船倾销到马来西亚海域进行贸易，因此在允许这些船只在马来西亚海域进行贸易之前，应该对这些船只的船龄设置上限。最后，MASA强调鼓励政府考虑检讨政策，包括限制所有东马港口的国际转运集装箱贸易豁免。2020年11月15日，国盟政府宣布取消前朝希盟政府制定的沿海运输政策。MASA主席阿都哈克·阿敏对此支持，并表示撤销政策将帮助本地人建立能力并刺激竞争。

## 徽标的意义
MASA徽标描绘了一个蓝色的地球，并辅以MASA的风格化字体。地球上有一颗十四芒星图案，代表着马来西亚的团结、认同和力量，象征着协会在航运业的专业性和闪耀的机会。 MASA的字体代表该协会的持续承诺和发展，而蓝色字体则表示协会的警惕性和坚持不懈的奉献精神，以及所有马来西亚船民的骄傲。该标志使用了五种主要颜色，即海军蓝、皇室蓝、天藍色、黄色和白色，以提醒其成员对协会的持续支持。所选择的颜色也是马来西亚的国色，以保持民族自豪感。

## 机构设置
现任主席是拿督阿都哈克·阿敏（Abdul Hak Md Amin），他是国家航运和港口委员会（NSPC）的成员之一，也是柔佛机构所属子公司E.A. Technique (M) Berhad的董事兼总经理。
MASA于2008年设立同名基金会，旨在帮助有需要的马来西亚海员。该基金会救济因疾病、不幸或年龄需要的马来西亚海员及其直系亲属（包括寡妇、鳏夫和已故海员的子女），并为这些人提供医疗和手术援助、住宿、支持和衣服。设立基金会的另一个目的是促进和发展海员的就业，委员会会为相同或合适的海洋机构提供赠款，以促进类似机构/志愿团体和法定机构合作，并交换信息和建议。
马来西亚船东协会与马来西亚船运公会（SAM）、砂沙船东公会（SSSA） 及砂航运公会（SSA）并列为海运业的4个主要同业公会。其它合作机构包括马来西亚离岸支援船（OSV）船东协会（MOSVA）、马来西亚海洋工业协会（AMIM）、马来西亚海事学院（ALAM）、马来西亚国家托运人委员会（MNSC）和马来西亚货运代理联合会（FMFF）。 

## 历任主席
- Nordin Mat Yusoff一2004年至2016年